# Naturschutzgebiet Feuchtgebiet bei Menzelen-Ost
Koordinaten: 51° 37′ 34″ N, 6° 33′ 19″ O
Das Naturschutzgebiet Feuchtgebiet bei Menzelen-Ost liegt auf dem Gebiet der Gemeinde Alpen im Kreis Wesel in Nordrhein-Westfalen.
Das Gebiet erstreckt sich nordöstlich des Kernortes Alpen und nordöstlich des Alpener Ortsteils Menzelen-Ost. Östlich des Gebietes verläuft die B 58.

## Bedeutung
Das etwa 56,0 ha große Gebiet wurde im Jahr 1986 unter der Schlüsselnummer WES-021 unter Naturschutz gestellt. Schutzziele sind der Schutz und der Erhalt von Abgrabungen als Sekundärbiotop für zahlreiche gefährdete Tier- und Pflanzengemeinschaften.